# Arnas Butkevičius
Arnas Butkevičius, né le 22 octobre 1992, à Klaipėda, en Lituanie, est un joueur lituanien de basket-ball. Il évolue au poste d'ailier.

## Biographie
À l'été 2022, Butkevičius rejoint pour deux saisons le Žalgiris Kaunas, club lituanien qui participe à l'Euroligue.

## Palmarès
- Champion du monde -19 ans 2011
- Champion d'Europe -20 ans 2012
- Champion de Lituanie 2022
- MVP des finales du championnat de Lituanie 2022[1]